# Книшівська волость
Книшівська волость — адміністративно-територіальна одиниця Гадяцького повіту Полтавської губернії.

Старшинами волості були:
- 1900—1904 роках селянин Зиновій Спиридонович Власенко.

Станом на 1913 рік волость розформовано.